# Американски гнилец
Американският гнилец (Histolysis infectiosa perniciosa larvae apium, Pestis americana larvae apium) е болест причинена от бактерията Paenibacillus larvae. Бактерията отделя спори при 30-37 градуса, като под 30 градуса броя им намалява драстично, а оптималната температура за развието на бактерията е 35-37 градуса. Paenibacillus larvae е устойчива на промяна в киселинността, но се развива най-добре при pH 6.6 – 7.4.
Грешно се счита, че бактерията има нужда от въглехидрати за размножаването си. Paenibacillus larvae оцелява като се храни с глюкоза и фруктоза, но не може да се размножава. Успешно размножаване на бактерията може да има само при наличието на аминокиселината Тирозин, която се съдържа в протеина Казеин. Затова и подхранването със сухо мляко на болни пчелни семейства е противопоказно.
Друго вещество, без което бактерията не може да се размножава е пикочната киселина. Пчелите отлично преработват токсични химикали, като амоняка, като го превръщат в пикочна киселина. Най-голяма наситеност на пикочна киселина има в пчелната ларва, точно това е причината и пилото да страда от болестта американски гнилец, а не възрастната пчела.
Често пчеларите грешно идентифицират болестта с прошарено пило, което може да бъде причинено от други бактериални или гъбични инфекции и дори от некачествено оплождане на майката.
Спорите на Paenibacillus larvae (причинителят на заболяването Американският гнилец), могат да се унищожат при нагряване до 140-180 градуса за 2 часа в пещ или при 121 градуса за 20 минути в автоклав с висока влажност. За унищожаването на Paenibacillus larvae (Американски гнилец), восъка трябва да бъде загрят до 140-180 градуса за 2 часа. Производителите на пчелни основи загряват восъка до 140 градуса за 1 час, което е възможно да бъде неефективно и спори на американския гнилец да оцелеят.
Има сигурни методи за доказване на заболяването в лабораторни условия, но е важно пчеларя на място да идентифицира бактерията.
- Неприятна миризма на сяра или „кокошарник“
- Заразените ларви умират задължително след запечатване, а не преди това.
- Капачето на килийката е по-тъмно и хлътва след умирането на ларвата. Някои от килииките имат дупки, но само те не са гаранция за наличие на болестта. Продупчените капачета и абортираното пило, понякога говорят за хигиенично поведение на семейството и отстраняване на умрели ларви. Ако ларвата е бяла на цвят, със сигурност не става дума за американски гнилец.
- След умирането на ларвата в запечатаната килийка, тя започва да потъмнява и има кафяв цвят, които потъмнява с времето.
- При опит да извадите с клечка ларвата, излиза кафява гъста течност.